# Élection présidentielle vanuataise de 2017
L'Élection présidentielle vanuataise de 2017 a lieu au suffrage indirect du 3 au 6 juillet 2017 afin d'élire le Président du Vanuatu.
L'élection intervient de manière anticipée à la suite du décès du président Baldwin Lonsdale. Tallis Obed Moses est élu au quatrième tour de scrutin.

## Contexte

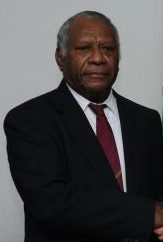
Baldwin Lonsdale

L'élection présidentielle de 2014 est remportée par Baldwin Lonsdale. Agé de 63 ans, sans appartenance politique, cet ancien fonctionnaire devenu homme d'église anglicane fait l'objet d'un consensus au huitième tour de scrutin après plus d'une semaine de blocage, le collège électoral n'étant pas parvenu à s'entendre sur les candidats proposés par les différents partis, dont deux anciens Premiers ministres,. 
Malgré une fonction essentiellement honorifique qu'il revalorise néanmoins par ses initiatives lors du passage du Cyclone Pam début 2015, Baldwin Lonsdale fait face dès le début de son mandat à une crise politique de grande ampleur, dont la gestion lui assure un grand respect au sein de la population. En octobre 2015, quinze députés inculpés pour corruption — dont le Premier ministre Sato Kilman et six de ses ministres — bénéficient en effet d'une amnistie inattendue lorsque l'un des inculpés, Marcellino Pipite, profite de sa qualité de Président du parlement pour exercer l'intérim de la présidence de la république à l'occasion d'une visite à l'étranger de Lonsdale. Les parlementaires étaient inculpés pour avoir reçus des sommes d'argents à l'initiative de Moana Carcasses Kalosil afin de faire tomber le gouvernement Natuman, permettant à Kilman d'arriver au pouvoir.  Utilisant le pouvoir de grâce présidentielle, Pipite annule sa propre condamnation pour corruption ainsi que celles de l'ensemble des inculpés, provoquant un scandale politique sans précédent, qualifié de « honte nationale ». A son retour au pays, Lonsdale prononce une allocution pour présenter ses excuses à la nation et exprimer sa « honte et son chagrin » avant de promettre de « mettre fin à ces comportements malhonnête ». Le président dépose un recours auprès de la Cour suprême et obtient l'annulation de l'amnistie décidée par Pipite, avant de dissoudre le parlement et de convoquer des élections anticipées, qui voient la défaite du gouvernement Kilman,. Onze des députés de la grâce d'octobre se voient infligés des peines de prisons supplémentaires pour conspiration contre la justice, dont quatre ans de prison pour Marcellino Pipite en plus des trois ans de sa condamnation initiale.
Baldwin Lonsdale décède soudainement le 18 juin 2017 d'une crise cardiaque, provoquant un vif émoi au Vanuatu. Des obsèques nationales sont organisées,. Esmon Saimon assure l'intérim, une élection présidentielle anticipée étant convoquée pour le 3 juillet 2017.

## Mode de scrutin
Le président du Vanuatu est élu pour cinq ans au suffrage indirect et secret par un collège électoral composé des membres du Parlement et des présidents des conseils provinciaux. Est élu le candidat qui recueille la majorité qualifiée des deux tiers de l'ensemble des membres du collège électoral. Le parlement est composé en 2017 de 52 députés tandis que le pays est divisé en 6 régions, soit un collège électoral d'un total de 58 membres et une majorité qualifié de 38 voix.
Le collège électoral ne peut procéder au scrutin dès sa première session que si au moins trois quarts des membres sont présents. À défaut, un délai de quarante-huit heures est accordé, après quoi le collège se réunit à nouveau, avec un abaissement du quorum aux deux tiers des membres.
La Constitution dispose que le président de la République doit posséder la citoyenneté vanuataise et être âgé d'au moins vingt-cinq ans. La version en anglais de la Constitution précise dans son article 35 que seule une personne d'ascendance autochtone — « indigenous » — peut être candidate à la présidence de la République, mais le mot est absent de l'article dans la version en français.

## Résultats
|                          | Tallis Obed Moses        | Ind.                     | 3       | 5,26    | 27      |         | 32      |         | 39      |         |  |  |
|                          | Maxime Carlot Korman     | PR                       | 9       | 15,79   | 14      |         | 23      |         | 17      |         |  |  |
|                          | Lui Patu Lavuko          |                          | 6       | 10,53   |         |         |         |         |         |         |  |  |
|                          | Solomon Lawrence         |                          | 6       | 10,53   |         |         |         |         |         |         |  |  |
|                          | Doroline Laloyer         |                          | 4       | 7,02    |         |         |         |         |         |         |  |  |
|                          | John Morris Tarilama     |                          | 4       | 7,02    |         |         |         |         |         |         |  |  |
|                          | Dunstan Hilton           |                          | 4       | 7,02    |         |         |         |         |         |         |  |  |
|                          | Sam Dan Avock            |                          | 4       | 7,02    |         |         |         |         |         |         |  |  |
|                          | Joshua Bong              |                          | 4       | 7,02    |         |         |         |         |         |         |  |  |
|                          | Hamlison Bulu            |                          | 3       | 5,26    |         |         |         |         |         |         |  |  |
|                          | John Leeman              |                          | 3       | 5,26    |         |         |         |         |         |         |  |  |
|                          | Reginald Garoleo         |                          | 2       | 3,51    |         |         |         |         |         |         |  |  |
|                          | Barak Sope               |                          | 2       | 3,51    |         |         |         |         |         |         |  |  |
|                          | Raymond Malapa           |                          | 2       | 3,51    |         |         |         |         |         |         |  |  |
|                          | Louis Kalnpel            |                          | 1       | 1,75    |         |         |         |         |         |         |  |  |
|                          | Selwyn Leodoro           |                          | 0       | 0,00    |         |         |         |         |         |         |  |  |
|                          |                          |                          |         |         |         |         |         |         |         |         |  |  |
| Majorité requise         | Majorité requise         | Majorité requise         | 38 voix | 38 voix | 38 voix | 38 voix | 38 voix | 38 voix | 38 voix | 38 voix |  |  |
|                          |                          |                          |         |         |         |         |         |         |         |         |  |  |
| Votes valides            | Votes valides            | Votes valides            | 57      | 100     |         |         |         |         |         |         |  |  |
| Votes blancs et nuls     | Votes blancs et nuls     | Votes blancs et nuls     | 0       | 0       |         |         |         |         |         |         |  |  |
| Total                    | Total                    | Total                    | 57      | 100     |         | 100     |         | 100     |         | 100     |  |  |
| Abstention               | Abstention               | Abstention               | 1       | 1,72    |         |         |         |         |         |         |  |  |
| Inscrits / participation | Inscrits / participation | Inscrits / participation | 58      | 98,28   | 58      |         | 58      |         | 58      |         |  |  |

## Suites

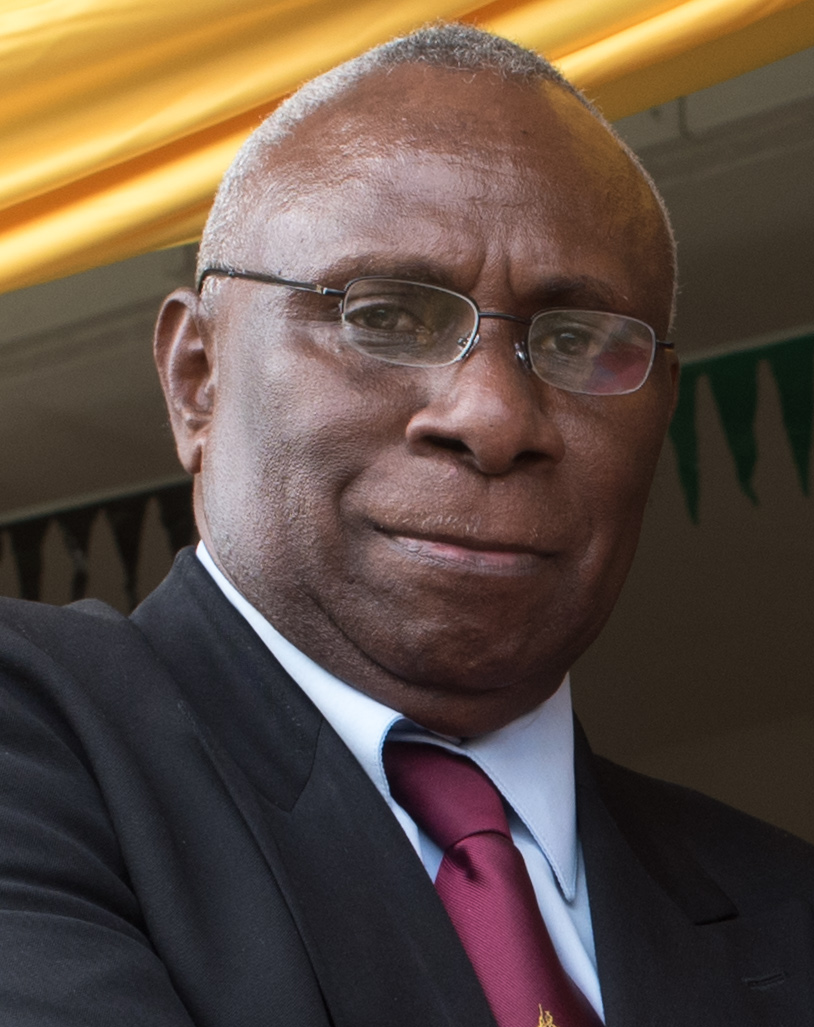
Tallis Obed Moses

Tallis Obed Moses est élu au quatrième tour de scrutin contre l'ancien Premier ministre Maxime Carlot Korman. Homme d'église comme son prédécesseur, ce pasteur presbytérien de 63 ans réputé pour ses qualités morales, obtient les soutiens des parlementaires et présidents de la province de Malampa — dont fait partie l’île d’Ambrym dont il est originaire —, ainsi que des provinces de Sanma et de Santo,. L'élection de Tallis Obed Moses intervient après trois tours de vote non concluants qui voient les membres du collège voter pour les candidats sur la base de leur appartenance au gouvernement mais également à celles de leurs provinces respectives. Un accord est alors conclu sous l'égide du gouvernement entre les provinces de Sanma et Malampa, les représentants de la première votant pour le candidat de la seconde, en échange du soutien des représentants de Malampa à un candidat issu de Sanma lors de la prochaine présidentielle prévue en 2022. L'instabilité politique du pays fait cependant rapidement apparaitre peu probable le maintien du gouvernement de coalition en exercice suffisamment longtemps pour assurer cette promesse.
En septembre 2021 Tallis Obed Moses accorde la grâce présidentielle aux députés pour leur condamnations pour conspiration contre la justice. Tallis Obed Moses ne gracie toutefois pas Moana Carcasses Kalosil, qui avait occupé une place centrale dans le scandale de corruption.